# Volcà Santo Tomás
El volcà Santo Tomás és un estratovolcà que es troba al sud de Guatemala, al sud-est del volcà Santa María. També és conegut com a «Volcà Pecul», o «Cerro Zunil», el nom del seu dom més jove, que va entrar en erupció per darrera vegada fa uns 84.000 anys. No es coneix cap erupció durant l'Holocè del Santo Tomás. El cim s'eleva fins als 3.542 msnm. Presenta fumaroles i aigües termals al vessant oest. La seva prominència és de 485 metres.